# Douglas XB-42 Mixmaster
XB-42» (Mixmaster, с англ. — «миксер»; войсковой индекс на стадии разработки — XB-42) — экспериментальный бомбардировщик, разработанный американской компанией «Дуглас» в 1943 году. Имел два поршневых двигателя, вращавших соосные винты в хвосте фюзеляжа. По утверждению американского историка авиации Бауэрса является самым скоростным поршневым бомбардировщиком в истории, хотя серийный британский бомбардировщик «Москито» модификации D.H.98 B.Mk.35 летал быстрее на 8 км/ч, а опытный советский ВМ-16 с поршневыми моторами ВК-108 — на 40 км/ч быстрее «Миксмастера», развивая 700 км/ч. Своё необычное для американских боевых самолётов словесное название («миксер»), самолёт получил благодаря своим хвостовым винтам, которые делали его похожим на популярный среди американских домохозяек прибор кухонного гарнитура.
В ходе испытаний ХВ-42 показал высокие лётно-технические характеристики, однако серийное производство машины не осуществлялось в связи с появлением самолётов с реактивными двигателями.
Первый полёт прототипа состоялся 6 мая 1944 года. Всего было построено 2 экземпляра, один из которых разбился 16 декабря 1945 года, а второй (ХВ-42А) был переделан в летающую лабораторию для испытания реактивных двигателей Westinghouse 19XB-2A.
На базе «Миксмастера» был разработан первый американский реактивный бомбардировщик XB-43 Jetmaster. Также существовал проект пассажирского варианта «Миксмастера» — Douglas DC-8 с пассажировместимостью 48 человек.

## История разработки
В начале 1943 года коллектив фирмы «Дуглас» под руководством Эдварда Бёртона начал работу над двухмоторным бомбардировщиком, способного достигать скорости более 640 км/ч, с бомбовой нагрузкой 900 кг и дальностью полёта более 3200 км. Проект предполагал оригинальное размещение двух двигателей в хвостовой части фюзеляжа с соосными толкающими винтами, что значительно уменьшило бы лобовое сопротивление, так как хвостовое оперение и фюзеляж находились в невозмущенном воздушным винтом потоке. В мае 1943 года эскизный проект был предложен ВВС США.
Новый самолёт был принят с энтузиазмом и 25 июня 1943 года ВВС заключили контракт с «Дуглас» на строительство двух летающих прототипов и одного планера для статических испытаний. Они получили наименование ХА-42 «Миксмастер» («смешивающий коктейли») — такое название было обусловлено винтами противоположного вращения, напоминавшими миксер. Первоначально самолёт классифицировался как штурмовик и получил обозначение XA-42 (от англ. experimental attack — экспериментальный штурмовик). В таком варианте он мог вооружаться 16 пулемётами калибром 12,7 мм или же одной 75-мм пушкой и двумя пулемётами, размещёнными в носовой части. 26 ноября 1943 года самолёту было изменено штурмовое обозначение ХА на бомбардировочное ХВ (от англ. experimental bomber — экспериментальный бомбардировщик). Основным предназначением новой машины стали тактические и стратегические бомбовые удары. Первый лётный прототип (серийный номер 43-50224) совершил свой первый полёт 6 мая 1944 года.

## Конструкция

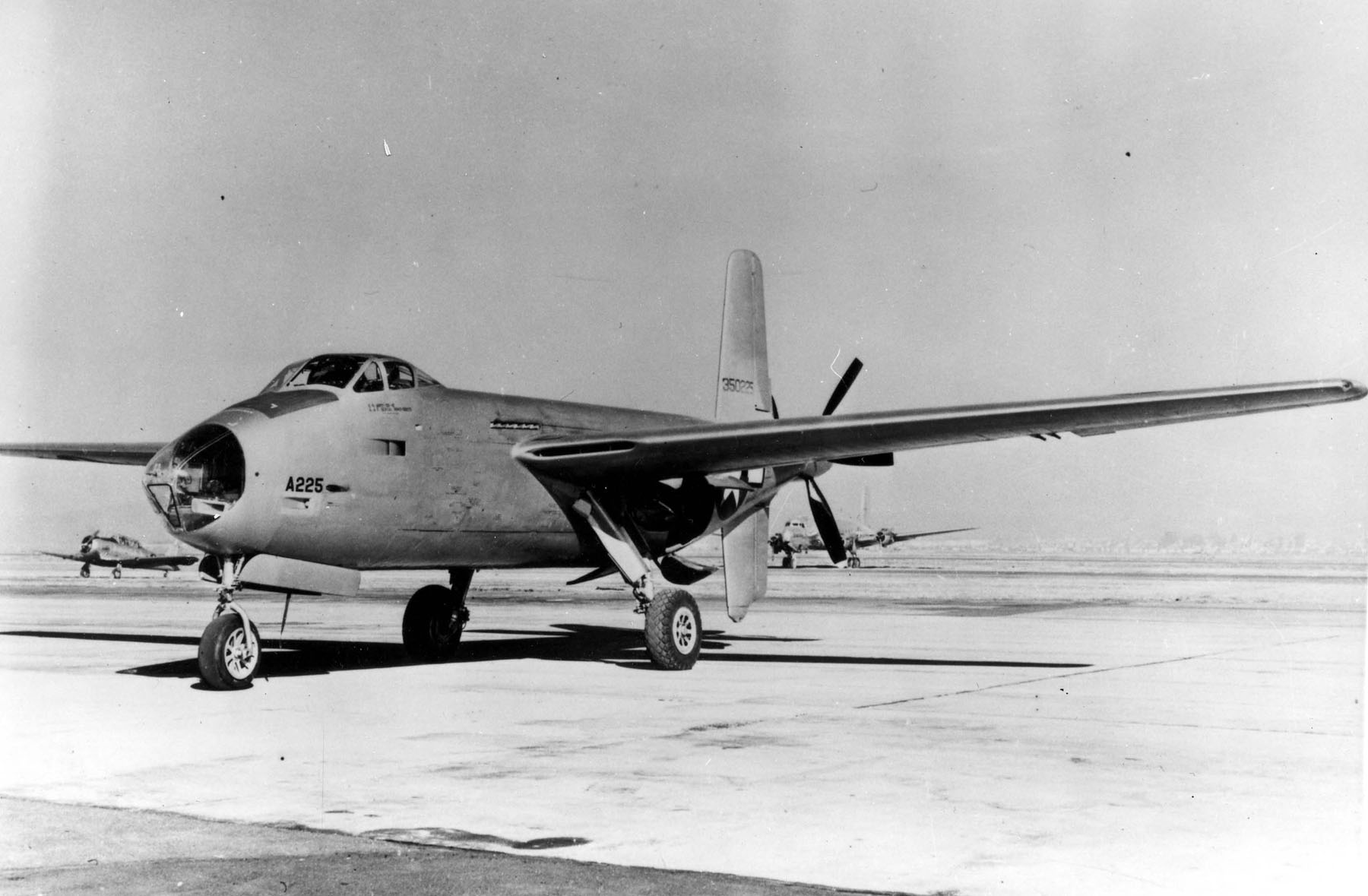
Версия XB-42 с одним общим фонарём кабины.

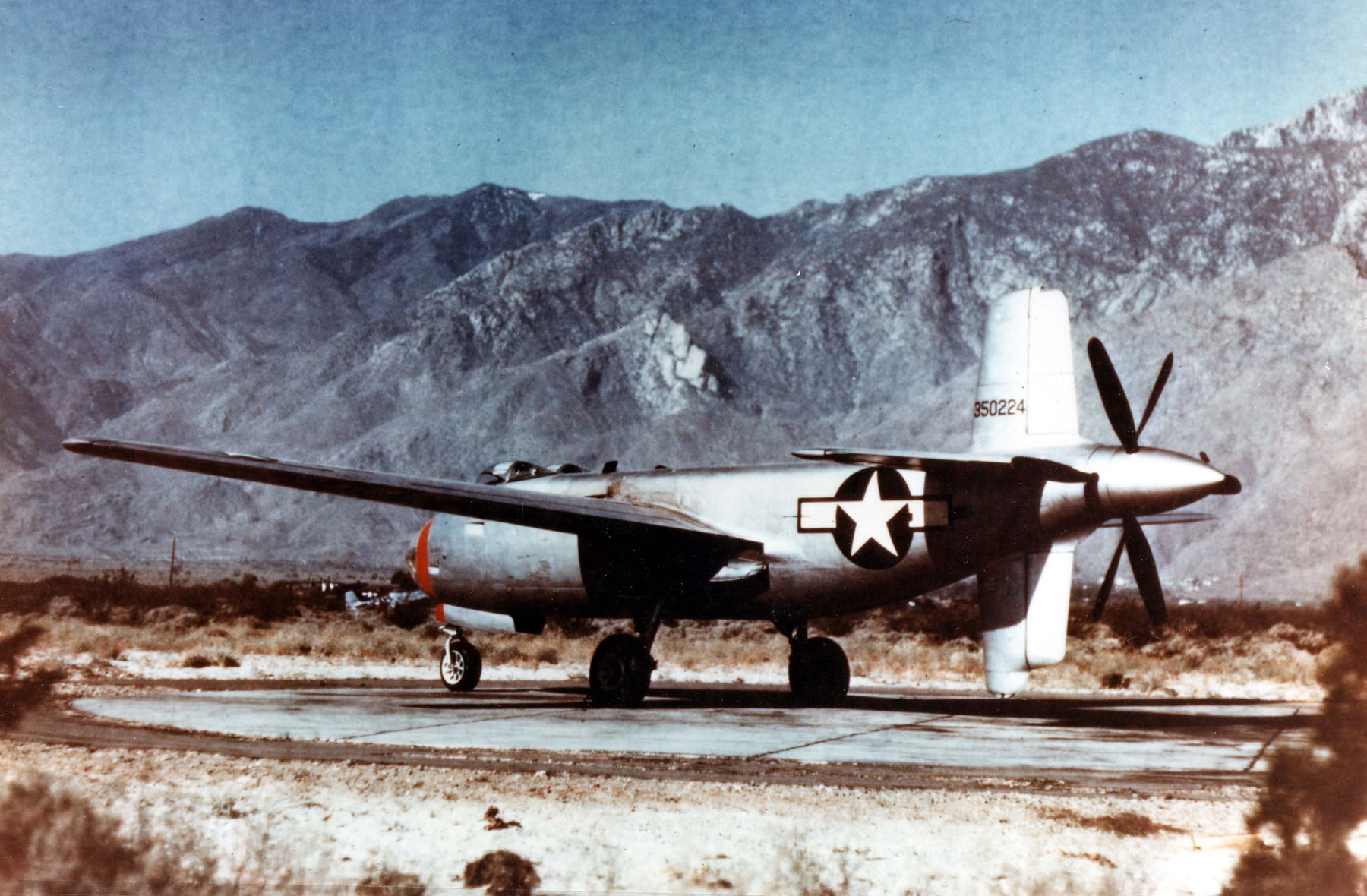
Вид на толкающие винты и крестообразное хвостовое оперение.

ХВ-42 является цельнометаллическим двухмоторным среднепланом. Имеет два трёхлопастных соосных толкающих винта противоположного вращения, приводимые во вращение двумя независимыми друг от друга пятисекционными валами. Вращающий момент от двигателя передавался на планетарный редуктор в хвосте фюзеляжа. Винты могли быть установлены во флюгерное положение, а также была возможность их отстрела прямо в полёте в случае аварийного покидания машины экипажем.
XB-42 оснащался двумя рядными двенадцатицилиндровыми поршневыми двигателями жидкостного охлаждения Allison V-1710 мощностью по 1800 л.с.. Они размещались в фюзеляже сразу за кабиной пилотов. Под двигательным пространством размещался бомбовый отсек. Корпус фюзеляжа подвергся максимальному облагораживанию и зализыванию с точки зрения аэродинамики, было применено тонкое крыло с ламинарным профилем. В околофюзеляжной части носка крыла располагались воздухозаборники двигателей и системы охлаждения. Ввиду отсутствия свободного пространства в фюзеляже пулемётные установки с патронными ящиками разместили в крыле. Оставшийся объём крыла занимали топливные баки. Крестообразное оперение с подфюзеляжным килём надёжно защищало воздушные винты во время взлёта и посадки.
Шасси ХВ-42 были выполнены по трёхопорной схеме с передней стойкой. Из-за малой толщины крыла шасси самолёта убирались в специальные углубления по бокам фюзеляжа.
Экипаж состоял из трёх человек: два лётчика и штурман-бомбардир. Штурман-бомбардир располагался в носовой кабине, закрытой плексигласовым носовым блистером. Командир и второй пилот сидели рядом под индивидуальными каплевидными фонарями, расположенными симметрично относительно друг друга. В случае необходимости лётчики могли перебраться в полёте из одной кабины в другую.
Несмотря на малую вероятность нападения истребителей противника на скоростной бомбардировщик, конструкторы не отказались от защиты задней полусферы. Оборонительное вооружение в виде двух спаренных 12,7-мм пулемётных установок размещались в крыле между элероном и закрылком. Вести стрельбу мог любой из лётчиков, развернув своё кресло на 180°назад. Поле обстрела было ± 25° по горизонтали и +30°/-15° в вертикальной плоскости. Для серийных версий ХВ-42 предполагался вариант без носовой штурманской кабины, вместо которой могли устанавливаться батареи из 8-12 пулемётов калибром 12,7 мм.
Самолёт должен был поднимать на борт 3,6 тонн бомб. Большой и длинный бомбоотсек позволял устанавливать на держатели 1,8-тонные и 3,6-тонные бомбы повышенной мощности.

## Испытания

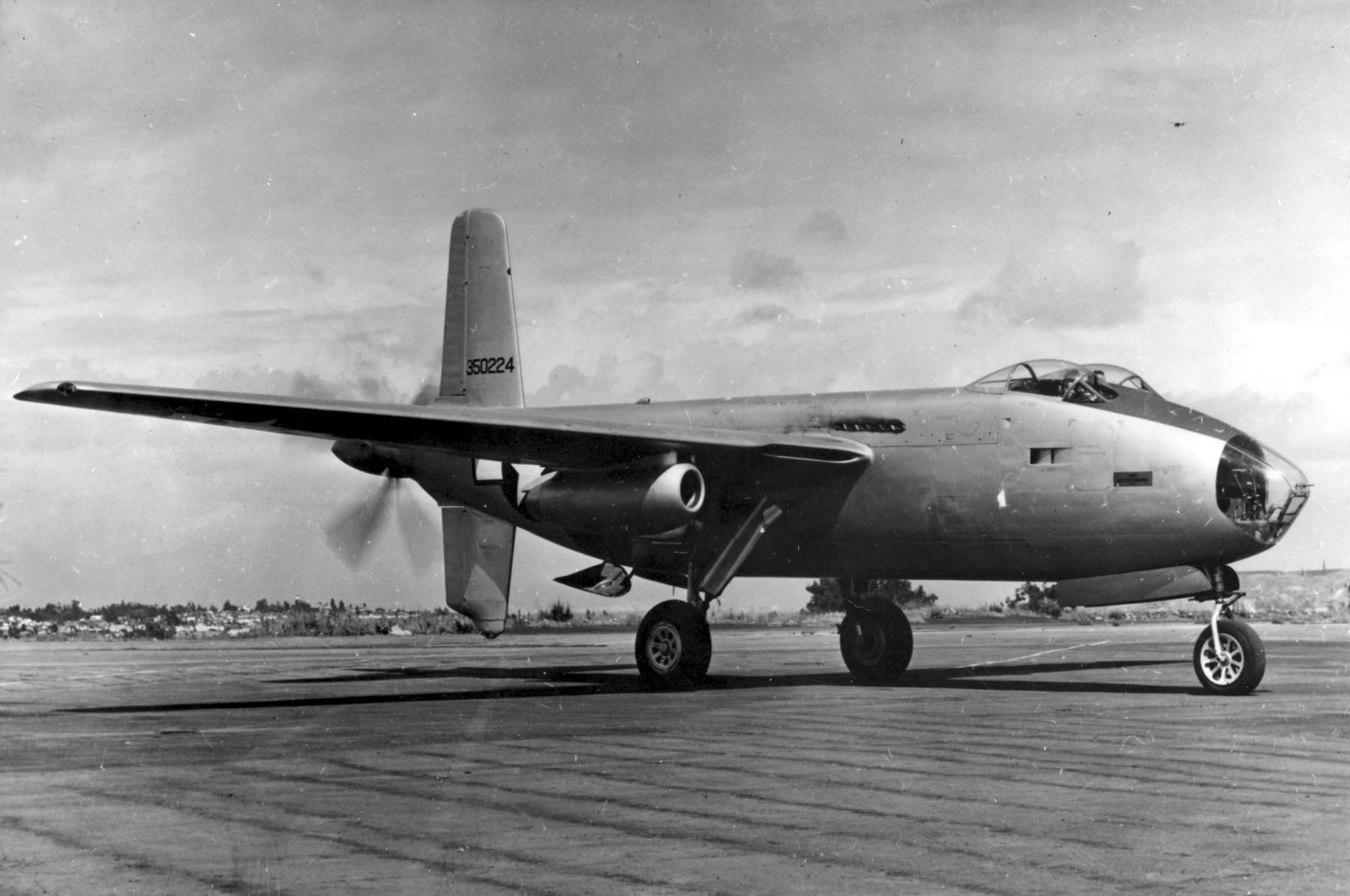
XB-42A с турбореактивными двигателями 19ХВ-2А.

Первый испытательный полёт совершил пилот Боб Браш (Robert Brush) на авиабазе близ Палм-Спрингс 6 мая 1944 года. Во время испытаний прототип показал высокие лётные характеристики. Новый самолёт практически по всем параметрам превосходил самую массовую модификацию скоростного бомбардировщика союзников — британского Mosquito. XB-42, имевший в полтора раза большую полётную массу и размеры, чем бомбардировщик «Москито», и оснащённый силовой установкой такой же мощности, мог летать с большей скоростью. При этом он обладал в два раза большей бомбовой нагрузкой и значительно превышающей дальностью полёта. Дальность полёта нового бомбардировщика превосходила дальность последних серийных B-17. Нормальная боевая нагрузка XB-42 составляла более 3600 кг.

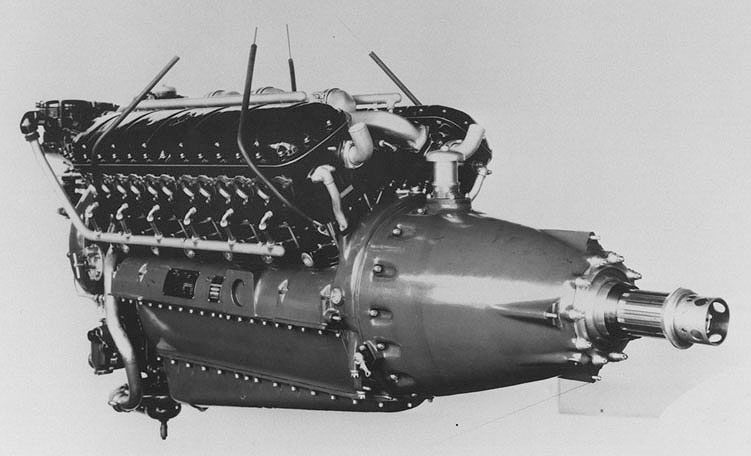
Двигатель Allison V-1710.

Первый полёт выявил также некоторые недостатки. Так, обнаружились склонность самолёта к чрезмерному рысканию, а также недостаточная курсовая устойчивость, чрезмерная вибрация воздушных винтов (особенно с открытым бомбовым отсеком) и низкая эффективность системы охлаждения. Отдельные фонари затрудняли взаимодействие между лётчиками.
Второй прототип (серийный номер 43-50225) впервые взлетел 1 августа 1944 года. Он получил новые двигатели V-1710-129. После первого полёта изменили конструкцию внешних обтекателей кабины — вместо двух отдельных блистеров установили один общий фонарь. В декабре 1945 года, вылетев из калифорнийского Лонг-Бич, бомбардировщик совершил трансконтинентальный перелёт дальностью 3790 км в Боллинг-Филд (близ Вашингтона) со средней путевой скоростью 697,8 км/ч.. 16 декабря 1945 года в ходе очередного испытательного полёта у самолёта отказал двигатель и экипажу пришлось спасаться на парашютах. Винты предварительно отстрелились. Самолёт был разрушен.
Несмотря на высокие лётно-технические показатели, было решено не пускать самолёт в серийное производство. Программа скоростного поршневого бомбардировщика была закрыта в расчёте на скорое появление бомбардировщиков с реактивными двигателями. В то же время, претерпевший изменения XB-42, использовался для различных испытаний. Так, для оценки возможностей турбореактивного двигателя на нём была установлена комбинированная силовая установка из двух поршневых двигателей Allison V-1710-133 мощностью по 1375 л.с. и двух турбореактивных Westinghouse 19ХВ-2А с тягой по 726 кгс, которые крепились на подкрыльевых пилонах. Самолёт получил новое обозначение ХВ-42А и совершил первый полёт 27 мая 1947 года. Всего было проведено 22 испытательных полёта общей продолжительностью 17 часов. Во время одного из них ХВ-42А достиг максимальной скорости в 785 км/ч (при этом работали и поршневые, и турбореактивные двигатели).
15 августа 1947 года ХВ-42А был повреждён во время посадки (высокая посадочная скорость часто становилась причиной происшествий среди самолётов с ламинарным крылом). Несмотря на то, что самолёт был вскоре отремонтирован, он больше не поднимался в воздух. Программа по ХВ-42А была закрыта 30 июня 1949 года, а самолёт был передан в Национальный музей авиации и космонавтики на авиабазе Райт-Паттерсон (штат Огайо).

## Варианты на базе XB-42
Одновременно с разработкой бомбардировщика фирма «Дуглас» занималась пассажирской версией «Миксмастера» — самолётом DC-8 «Скайбас». Его планировалось использовать на авиалиниях малой и средней протяжённости для перевозки 40-48 пассажиров в герметичном салоне. Несмотря на преимущества перед традиционными двухмоторными авиалайнерами, большая сложность и стоимость разработки привели к тому, что предпочтение было отдано менее рискованным и дорогим конструкциям.
После закрытия программы ХВ-42 на его базе разработали самолёт с реактивными двигателями. Данной машине присвоили индекс XB-43. XB-43 Jetmaster стал первым американским реактивным бомбардировщиком. Он оснащался двумя двигателями J35 компании «Дженерал электрик» тягой по 2000 кгс каждый, что позволяло ему развивать скорость более 800 км/ч. В отличие от ХВ-42 новый самолёт имел герметичную кабину и модернизированное бортовое оборудование. Воздухозаборники располагались в районе кабины по бокам верхней части фюзеляжа. В хвостовой части располагались реактивные сопла двигателей, а также весовые балансиры, компенсирующие вес уменьшенного хвостового оперения. На машине отсутствовало оборонительное вооружение.

## Тактико-технические характеристики XB-42
Источник данных: 

Технические характеристики
- Экипаж: 3 человека
- Длина: 16,36 м
- Высота: 5,74 м
- Площадь крыла: 51,6 м²
- Масса пустого: 9475 кг
- Максимальная взлётная масса: 16194 кг
- Силовая установка: 2 × V12 Allison V-1710
- Мощность двигателей: 2 × 1325 л. с. (2 × 988 квт)
- Воздушный винт: соосный трёхлопастный «Кёртисс Электрик»
- Диаметр винта: 4 м

Лётные характеристики
- Максимальная скорость: 660 км/ч (на высоте 7145 м)
- Крейсерская скорость: 505 км/ч
- Боевой радиус: 2900 км
- Перегоночная дальность: 8690 км
- Практический потолок: 8960 м

Вооружение
- Стрелково-пушечное: 
  - оборонительное: 4 × 12,7-мм пулемёта «Браунинг» M2 на двух турелях
- Бомбы: 3629 кг во внутреннем отсеке